# Hrvatski nogometni kup 2023/24
Der Hrvatski nogometni kup 2023/24 war der 32. Wettbewerb um den kroatischen Fußballpokal nach der Loslösung des kroatischen Fußballverbandes aus dem jugoslawischen Fußballverband. Titelverteidiger war Hajduk Split.
In der Vorrunde besiegte der NK Grobničan Čavle auswärts Papuk Orahovica mit 29:1. Dies ist ein neuer Rekord im kroatischen Pokal, der vorherige gehörte dem NK Gaj Mače, der in der Saison 2020/21 den NK Lika 95 Korenica mit 20:2 besiegte. Auch Andrej Kramarićs Rekord als Torschütze mit den meisten Toren in einem Spiel (8) wurde gebrochen, dieser gehört jetzt Dražen Pilčić mit 10 Toren.
Papuk erschien mit einer Mannschaft, bei der drei Spieler 38 Jahre und der Rest über 40 Jahre alt war. Da der Verein mit Problemen zu kämpfen hatte und wegen Nichterscheinen Geldstrafen vermeiden wollte, sprangen die Veteranen ein.

## Modus
Bis zum Finale wurde der Sieger in einem Spiel ermittelt. Stand es nach der regulären Spielzeit von 90 Minuten unentschieden, kam es zur Verlängerung von zweimal 15 Minuten, und falls danach immer noch kein Sieger feststand, zum Elfmeterschießen. Im Endspiel fand dann ein Hin- und Rückspiel statt.

## Teilnehmer
An der Vorrunde
- 21 Sieger des Bezirkspokals
- 11 Finalisten des Bezirkspokals aus den Fußballverbänden mit der größten Anzahl registrierter Fußballclubs

| Bezirk              | Sieger                     | Finalist                 |
| ------------------- | -------------------------- | ------------------------ |
| Bjelovar-Bilogora   | NK Mladost Ždralovi        | NK Bilogora ʼ91          |
| Brod-Posavina       | NK Omladinac Staro Topolje | NK Omladinac Gornja Vrba |
| Dubrovnik-Neretva   | NK Jadran Luka Ploče       |                          |
| Istrien             | NK Jadran Poreč            | NK Rudar Labin           |
| Karlovac            | NK Karlovac                |                          |
| Koprivnica-Križevci | NK Radnik Križevci         | NK Tomislav Drnje        |
| Krapina-Zagorje     | NK Zagorec Krapina         |                          |
| Lika-Senj           | NK Gospić ’91              |                          |
| Međimurje           | NK Graničar Kotoriba       | Međimurje Čakovec        |
| Osijek-Baranja      | NK Vardarac                | NK Belišće               |
| Požega-Slawonien    | NK Kutjevo                 |                          |

| Bezirk               | Sieger                       | Finalist                |
| -------------------- | ---------------------------- | ----------------------- |
| Primorje-Gorski      | NK Grobničan Čavle           |                         |
| Sisak-Moslavina      | HNŠK Moslavina Kutina        | NK Libertas Novska      |
| Split-Dalmatien      | NK Croatia Zmijavci          |                         |
| Šibenik-Knin         | NK Zagora Unešić             |                         |
| Varaždin             | NK Jalžabet                  | NK Novi Marof           |
| Virovitica-Podravina | NK Pitomača                  | NK Papuk Orahovica      |
| Vukovar-Syrmien      | NK Vukovar ’91               | NK Graničar Županja     |
| Zadar                | HNK Primorac Biograd na Moru |                         |
| Stadt Zagreb         | NK Ponikve Zagreb            |                         |
| Zagreb               | NK Dugo Selo                 | GNK Tigar Sveta Nedelja |

Am Sechzehntelfinale
- Die 16 punktbesten Vereine der Fünfjahres-Pokalwertung. (63 Punkte für den Pokalsieger, 31 für den unterlegenen Finalisten, 15 für die Halbfinalisten, 7 für die Viertelfinalisten, 3 für die Achtelfinalisten und 1 Punkt für die Sechzehntelfinalisten.)

| - 1. HNK Rijeka (187) - 2. Dinamo Zagreb (171) - 3. Hajduk Split (111) - 4. Lokomotiva Zagreb (63) | - 5. NK Osijek (59) - 6. NK Istra 1961 (51) - 7. HNK Gorica (40) - 8. NK Slaven Belupo (39) | - 09. Inter Zaprešić 1 (31) - 10. HNK Šibenik (19) - 11. NK Rudeš (14) - 12. NK Varaždin (13) | - 13. NK Vinogradar Lokošin Dol (13) - 14. NK Oriolik (12) - 15. NK Zadar 1 (10) - 16. NK Zagreb (9) | - 17. Cibalia Vinkovci (7) - 18. NK BSK Bijelo Brdo (6) |

## Ergebnisse

### Vorrunde
| Datum      |                              | Ergebnis              |                            |
| ---------- | ---------------------------- | --------------------- | -------------------------- |
| 19.08.2023 | NK Rudar Labin               | 2:3                   | NK Zagora Unešić           |
| 22.08.2023 | GNK Tigar Sveta Nedelja      | 0:2                   | NK Omladinac Gornja Vrba   |
| 29.08.2023 | NK Dugo Selo                 | 2:2 n. V. (4:2 i. E.) | NK Pitomača                |
| 29.08.2023 | NK Papuk Orahovica           | 01:29                 | NK Grobničan Čavle         |
| 31.08.2023 | NK Gospić ’91                | 2:4                   | NK Kutjevo                 |
| 30.08.2023 | NK Vukovar ’91               | 4:0                   | NK Graničar Kotoriba       |
| 30.08.2023 | NK Vardarac                  | 1:2 n. V.             | NK Karlovac                |
| 30.08.2023 | NK Jalžabet                  | 1:3                   | HNŠK Moslavina Kutina      |
| 30.08.2023 | NK Bilogora ʼ91              | 0:2                   | NK Ponikve Zagreb          |
| 30.08.2023 | NK Jadran Poreč              | 2:1                   | NK Mladost Ždralovi        |
| 30.08.2023 | NK Graničar Županja          | 0:3                   | NK Croatia Zmijavci        |
| 30.08.2023 | NK Zagorec Krapina           | 1:0                   | NK Omladinac Staro Topolje |
| 30.08.2023 | NK Belišće                   | 3:0                   | NK Novi Marof              |
| 30.08.2023 | HNK Primorac Biograd na Moru | 0:2 n. V.             | NK Radnik Križevci         |
| 30.08.2023 | NK Libertas Novska           | 1:0                   | Međimurje Čakovec          |
| 31.08.2023 | NK Tomislav Drnje            | 1:4                   | NK Jadran Luka Ploče       |

### Sechzehntelfinale
| Datum      |                          | Ergebnis              |                           |
| ---------- | ------------------------ | --------------------- | ------------------------- |
| 13.09.2023 | NK Omladinac Gornja Vrba | 0:6                   | Hajduk Split              |
| 20.09.2023 | HNŠK Moslavina Kutina    | 2:4                   | NK Slaven Belupo          |
| 26.09.2023 | NK Libertas Novska       | 0:9                   | HNK Rijeka                |
| 26.09.2023 | NK Kutjevo               | 1:4                   | NK Osijek                 |
| 26.09.2023 | NK Grobničan Čavle       | 0:0 n. V. (3:5 i. E.) | NK Varaždin               |
| 26.09.2023 | Cibalia Vinkovci         | 6:0                   | NK Zagreb                 |
| 27.09.2023 | NK Ponikve Zagreb        | 1:4                   | Dinamo Zagreb             |
| 27.09.2023 | NK Dugo Selo             | 0:1                   | Lokomotiva Zagreb         |
| 27.09.2023 | NK Zagora Unešić         | 0:2                   | NK Istra 1961             |
| 27.09.2023 | NK Radnik Križevci       | 4:3                   | HNK Šibenik               |
| 27.09.2023 | NK Zagorec Krapina       | 0:2                   | HNK Gorica                |
| 27.09.2023 | NK Croatia Zmijavci      | 0:1                   | NK Rudeš                  |
| 27.09.2023 | NK Vukovar ’91           | 4:1                   | NK BSK Bijelo Brdo        |
| 27.09.2023 | NK Jadran Poreč          | 0:0 n. V. (3:4 i. E.) | NK Oriolik                |
| 27.09.2023 | NK Jadran Luka Ploče     | 2:1                   | NK Belišće                |
| 27.09.2023 | NK Karlovac              | 2:1                   | NK Vinogradar Lokošin Dol |

### Achtelfinale
| Datum      |                      | Ergebnis |                    |
| ---------- | -------------------- | -------- | ------------------ |
| 31.10.2023 | NK Jadran Luka Ploče | 0:2      | Hajduk Split       |
| 31.10.2023 | NK Rudeš             | 3:1      | NK Slaven Belupo   |
| 31.10.2023 | NK Karlovac          | 0:1      | NK Osijek          |
| 01.11.2023 | NK Oriolik           | 0:8      | Dinamo Zagreb      |
| 01.11.2023 | HNK Gorica           | 4:0      | NK Radnik Križevci |
| 29.11.2023 | NK Vukovar ’91       | 1:2      | Lokomotiva Zagreb  |
| 05.12.2023 | Cibalia Vinkovci     | 1:3      | HNK Rijeka         |
| 05.12.2023 | NK Varaždin          | 3:2      | NK Istra 1961      |

### Viertelfinale
| Datum      |                   | Ergebnis |             |
| ---------- | ----------------- | -------- | ----------- |
| 27.02.2024 | Lokomotiva Zagreb | 1:0      | NK Osijek   |
| 27.02.2024 | Hajduk Split      | 5:0      | NK Varaždin |
| 28.02.2024 | Dinamo Zagreb     | 4:0      | HNK Gorica  |
| 28.02.2024 | NK Rudeš          | 0:1      | HNK Rijeka  |

### Halbfinale
| Datum      |                   | Ergebnis |               |
| ---------- | ----------------- | -------- | ------------- |
| 03.04.2024 | Lokomotiva Zagreb | 0:1      | HNK Rijeka    |
| 03.04.2024 | Hajduk Split      | 0:1      | Dinamo Zagreb |

### Finale
Hinspiel
| Dinamo Zagreb                                          | Dinamo Zagreb | HNK Rijeka | HNK Rijeka |
| ------------------------------------------------------ | --- | --- | ---------- |
| Dinamo Zagreb                                          | \| 15. Mai 2024 um 19:00 Uhr in Zagreb (Stadion Maksimir) \| \| Ergebnis: 0:0 \| \| Zuschauer: 18.709 \| \| Schiedsrichter: Dario Bel \| \| Spielbericht \| | \| 15. Mai 2024 um 19:00 Uhr in Zagreb (Stadion Maksimir) \| \| Ergebnis: 0:0 \| \| Zuschauer: 18.709 \| \| Schiedsrichter: Dario Bel \| \| Spielbericht \| | HNK Rijeka |
| Dinamo Zagreb                                          | Ivan Nevistić – Takuya Ogiwara, Bruno Petković (90. Marko Rog), Martin Baturina (90. Sandro Kulenović), Ronaël Pierre-Gabriel, Arbër Hoxha (63. Arijan Ademi), Stefan Ristovski, Petar Sučić (63. Gabriel Vidović), Josip Mišić, Kevin Theophile Catherine, Dario Špikić (57. Takuro Kaneko) Cheftrainer: Sergej Jakirović ( Bosnien und Herzegowina) | Martin Zlomislić – Bruno Goda, Matej Mitrović , Lindon Selahi, Marko Pjaca (86. Dejan Petrovič), Toni Fruk (77. Niko Janković), Veldin Hodža, Stjepan Radeljić, Ivan Smolčić, Marco Pašalić (77. Danilo Filipe De Melo Veiga), Franjo Ivanović (54. Mirko Marić) Cheftrainer: Željko Sopić ( Kroatien) | HNK Rijeka |
| Dinamo Zagreb                                          | Jakirović | Goda | HNK Rijeka |
| 15. Mai 2024 um 19:00 Uhr in Zagreb (Stadion Maksimir) | | |            |
| Ergebnis: 0:0                                          | | |            |
| Zuschauer: 18.709                                      | | |            |
| Schiedsrichter: Dario Bel                              | | |            |
| Spielbericht                                           | | |            |

Rückspiel
| HNK Rijeka                                             | HNK Rijeka | Dinamo Zagreb | Dinamo Zagreb |
| ------------------------------------------------------ | --- | --- | ------------- |
| HNK Rijeka                                             | \| 22. Mai 2024 um 18:00 Uhr in Rijeka (Stadion Rujevica) \| \| Ergebnis: 1:3 (0:2) \| \| Zuschauer: 8.127 \| \| Schiedsrichter: Jakov Titlić \| | \| 22. Mai 2024 um 18:00 Uhr in Rijeka (Stadion Rujevica) \| \| Ergebnis: 1:3 (0:2) \| \| Zuschauer: 8.127 \| \| Schiedsrichter: Jakov Titlić \| | Dinamo Zagreb |
| HNK Rijeka                                             | Martin Zlomislić – Bruno Goda (56. Marijan Čabraja), Matej Mitrović , Jorge Leonardo Obregon Rojas (56. Mirko Marić), Lindon Selahi (72. Franjo Ivanović), Marko Pjaca (46. Niko Janković), Toni Fruk, Veldin Hodža, Stjepan Radeljić (83. Niko Galešić), Ivan Smolčić, Marco Pašalić Cheftrainer: Željko Sopić ( Kroatien) | Ivan Nevistić – Takuya Ogiwara (75. Marko Bulat), Arijan Ademi (81. Sandro Kulenović), Bruno Petković (86. Gabriel Vidović), Martin Baturina (75. Mauro Perković), Ronaël Pierre-Gabriel, Arbër Hoxha, Stefan Ristovski, Petar Sučić (46. Marko Rog), Josip Mišić, Kevin Theophile Catherine Cheftrainer: Sergej Jakirović ( Bosnien und Herzegowina) | Dinamo Zagreb |
| HNK Rijeka                                             | 1:3 Fruk (90.+1′) | 0:1 Sučić (28.) 0:2 Baturina (42.) 0:3 Bulat (82.) | Dinamo Zagreb |
| HNK Rijeka                                             | Radeljić, Selahi | Sučić, Petković, Bulat, Jakirović | Dinamo Zagreb |
| 22. Mai 2024 um 18:00 Uhr in Rijeka (Stadion Rujevica) | | |               |
| Ergebnis: 1:3 (0:2)                                    | | |               |
| Zuschauer: 8.127                                       | | |               |
| Schiedsrichter: Jakov Titlić                           | | |               |

## Torschützenliste
| Rang | Spieler          | Verein             | Tore |
| ---- | ---------------- | ------------------ | ---- |
| 1.   | Dražen Pilčić    | NK Grobničan Čavle | 10   |
| 2.   | Franjo Ivanović  | HNK Rijeka         | 4    |
| 2.   | Törles Knöll     | NK Vukovar ’91     | 4    |
| 2.   | Sandro Kulenović | Dinamo Zagreb      | 4    |
| 5.   | Filip Batarelo   | NK Grobničan Čavle | 3    |
| 5.   | Josip Drmić      | Dinamo Zagreb      | 3    |
| 5.   | Patrik Srzenrić  | NK Grobničan Čavle | 3    |